# Fritz Encke
Friedrich August Ernst „Fritz“ Encke (* 5. April 1861 in Oberstedten; † 12. März 1931 in Herborn) war ein deutscher Gartenarchitekt, königlicher Gartenbaudirektor und städtischer Gartendirektor, der zahlreiche Parkanlagen und Plätze vor allem in Köln entwarf.

## Leben
Encke war das jüngste von sechs Kindern des evangelischen Geistlichen (Dekans) Johann Friedrich Encke (1819–1903) und seiner Gattin Luise, geb. Morell (1823–1892). Er erlernte die Gärtnerei in der Handelsgärtnerei von Julius Fischer in Bad Homburg vor der Höhe, war von 1879 bis 1880 als Volontär im Englischen Garten in Homburg und studierte zwischen 1880 und 1882 an der Königlichen Gärtnerlehranstalt am Wildpark bei Potsdam. Dort wurde er Mitglied der Studentenverbindung Technischer Bund Burschentag. Von 1883 bis 1890 war er für private Gärtnereien in Erfurt, Chester (England) und Berlin tätig. Dort arbeitete er in dieser Zeit auch für ein Jahr in der städtischen Gartenverwaltung. 1890 bis 1903 war er als Lehrer für Gartenkunst an der Gärtnerlehranstalt Wildpark tätig, wo er sich für die Reform der Gartenkunst einsetzte. Zu seinen Schülern zählten Walter von Engelhardt, Otto Linne, Friedrich Bauer, Erwin Barth, Harry Maasz und Max Bromme. Wegen seiner Verdienste als Lehrer wurde er 1897 zum Königlichen Garteninspektor, 1899 zum Königlichen Gartenbaudirektor ernannt.
In Köln wirkte er vom 1. April 1903 bis zum 1. Oktober 1926 als Nachfolger des kommissarischen Gartendirektors Hermann Robert Jung, der Adolf Kowallek im Jahre 1902 abgelöst hatte. Von 1908 bis 1913 war er Vorsitzender der Deutschen Gesellschaft für Gartenkunst. Als erstes Gartenbauprojekt befasste er sich im Jahre 1904 mit der Gestaltung einer 230 Meter langen Stieleichenhecke, die den Bismarckturm im Stadtteil Bayenthal umgibt.
Fritz Enckes soziales Engagement könnte neben seinem Vater auch ein Onkel, der Schneidermeister und frühsozialistisch orientierte Freiheitskämpfer Wilhelm Encke angeregt haben. Dies fand in erster Linie Eingang in seine Gestaltung der öffentlichen Gartenanlagen: „Die neuen Grünanlagen sollten Licht und Luft ins Stadtbild bringen. Es entstanden die ersten Spielwiesen, Planschbecken und Kinderspielplätze, und zum ersten Male durfte Rasen betreten werden“, schrieb der Gartenarchitekt und Leiter des Grünflächenamts der Stadt Köln Kurt Schönbohm 1961 über Encke. Als ein herausragendes Beispiel für die Entwicklung zum "sozialen Grün" gilt der Volkspark Raderthal. Doch ist sein soziales Engagement auch für sein Privatleben verbürgt: „Jahrelang haben einzelne arme Arbeiterkinder mit an seinem Tisch gegessen.“
Fritz Encke heiratete 1895 die Lehrerin Helene, geb. Trip (1871–1913), eine Tochter des früheren Solinger Bürgermeisters und späteren Düsseldorfer Versicherungsagenten Johann Lambert Trip; sie war die jüngste Schwester seines Freundes, des Gartenarchitekten Julius Trip. Das Paar hatte drei Söhne: den evangelischen Geistlichen Hans Encke, den 1897 geborenen Gärtnereileiter Walter Encke (der am 1. Mai 1945 beim Versuch, seine Frau zu schützen, von sowjetischen Soldaten im eigenen Wohnhaus erschossen wurde) sowie den Gartenbauschriftsteller Fritz Joseph Encke. Außerdem adoptierte das Paar die beiden jüngsten Kinder seines verstorbenen Bruders Philipp Encke (1858–1907), der mit Helenes Schwester Alwine († 1904) verheiratet gewesen war: Lutz (geb. 1896; 1926 nach Argentinien ausgewandert) und Clara (1899–1981) Encke.

## Werke
In seiner Zeit in Köln prägte er als Planer bis heute das Gesicht der Kölner Grünanlagen und Volksgärten wie etwa den Vorgebirgsplatz, den Blücherpark, Friedenspark (früher: Hindenburgpark), Beethovenpark, Klettenbergpark, Fritz-Encke-Volkspark, Humboldtpark und den Rheinpark („Rheinvolkspark“; in seinem Bestand bis 1945). Er wirkte bei der Stadtwalderweiterung mit. Von 1910 bis 1914 entstand der 13 Hektar große Vorgebirgspark mit einem regelmäßig geformten Senkgarten. Er war der erste Kölner Park, in dem Encke die Forderungen nach Sport- und Spielmöglichkeiten umsetzte.
Auch eine Erweiterung des Kölner Zoos im Jahre 1913 fand unter seiner Regie statt. Daneben gestaltete er zahlreiche Kölner Plätze, die er als multifunktionale Stadtplätze in einen Spielbereich und einen Schmuckbereich (Anlagen bzw. Blumengärten) untergliederte, etwa den Manderscheider Platz in Sülz oder den Lindenthaler Lortzingplatz und gab Ideen zur Gestaltung des Platzes rund um den Bismarckturm in Marienburg.

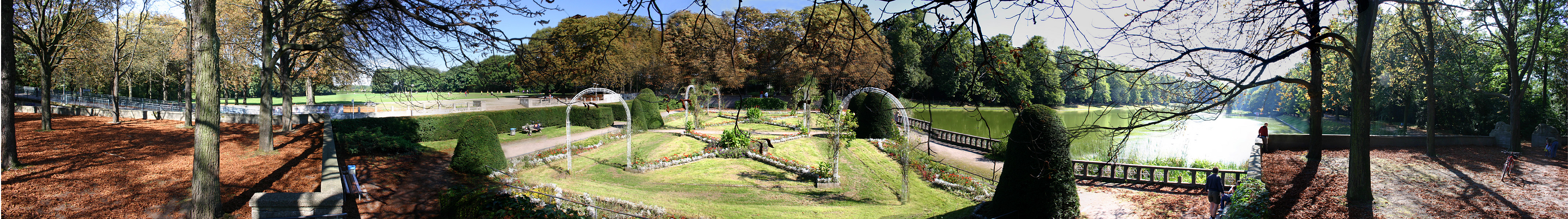
„Soziales Grün“ im Kölner Blücherpark: Rechts ein Weiher, mittig eine Blumenanlage, links die große „Volkswiese“

Fritz Encke verfolgte in seinen Werken schon früh den Gedanken des „sozialen Grüns“ in der Großstadt, der anderenorts erst nach dem Ersten Weltkrieg zur Anwendung kam. Seine grünen Stadtplätze, vor allem in den Vororten, wurden multifunktional angelegt. Er gliederte sie in Spielplätze und Schmuckgärten auf, die den Bewohnern der Mietshäuser den häuslichen Garten ersetzen sollten. In seinen Parkanlagen verfolgte er den Gedanken des „Volksparks“ mit vielfältigen Nutzungsmöglichkeiten für die Bevölkerung – Blumenanlagen, Architektur und Raum für Sport in einem Parkgelände.
Nach dem Ersten Weltkrieg bekam er mit Unterstützung von Konrad Adenauer zusammen mit dem Hamburger Stadtplaner Fritz Schumacher die Gelegenheit, beim Ausbau der Kölner Festungsringe zu Grüngürteln mitzuwirken. Von 1919 bis 1925 wurde im Fort X des Inneren Festungsrings der Rosengarten der Stadt Köln nach Enckes Plänen angelegt. Seit 2008 ist er ein Bestandteil des Hilde-Domin-Parkes am Neusser Wall. 1918 ergänzte er die von Adolf Kowallek angelegte Grünanlage auf dem vom heutigen Ebertplatz (früher: Deutscher Platz) zur Bastei verlaufenden Theodor-Heuss-Ring (Deutscher Ring). In den 23 Jahren seiner Tätigkeit als Gartenbaudirektor in Köln "vermehrten sich die Grünflächen von 150 auf 840 ha, so daß Herr Encke seiner Stadt in jedem Jahr 30 ha neue Grünanlagen schuf, das heißt an jedem Arbeitstag über 1000 qm!"
Außerhalb Kölns wirkte Fritz Encke unter anderem beim Entwurf des Rudolph-Wilde-Parks und des Viktoria-Luise-Platzes in Berlin-Schöneberg mit sowie bei der Bebauung des dortigen Bayerischen Viertels. Auch die Planungen zur zweiten Erweiterung des Bochumer Stadtparks stammen von ihm.

## Ehrungen
Im Februar 1931 verlieh ihm die Landwirtschaftliche Hochschule Berlin die Ehrendoktorwürde. Die Stadt Potsdam benannte 2001 eine Straße nach ihm: Fritz-Encke-Straße. Köln ehrte seinen Gartendirektor 1951 durch Benennung einer Straße im Stadtteil Lindenthal als Enckestraße und 2002 durch die Umbenennung des „Volkspark Raderthal“, eines seiner bedeutenden Gartenwerke, in Fritz-Encke-Volkspark.

## Schriften
- Anleitung zum Gärtnerischen Planzeichnen. Verlagsbuchhandlung Paul Parey, Berlin 1898. Digitalisierte Ausgabe der Universitätsbibliothek der Technischen Universität Berlin
- Der Hausgarten. Diederichs, Jena 1907. Digitalisierte Ausgabe der Universitäts- und Landesbibliothek Düsseldorf
- Parkanlage am Klettenberg in Cöln, Die Gartenkunst 1906, 91 (Digitalisat)
- Die öffentlichen Grünanlagen der Stadt Köln. Herausgegeben vom Verkehrsamt der Stadt Köln. Großbuchdruckerei Bachem, Köln o. J. (1926).